# Історичні акти
Історичні акти — історичні документи, у яких в юридичній формі зафіксовано постановку чи вирішення питань договірно-правового змісту між певними юридичними сторонами й зазначено безпосередньо чи опосередковано конкретного автора й адресата.  Один із найважливіших типів документальних історичних джерел.

## Термінологія
Сам термін акт — досить умовний. Назва пішла від лат. actum (actum est — здійснено), що використовувався в завенні давньоримських, а пізніше середньовічних офіційних документів, наприклад «здійснено в Римі» і т. ін. Часто термін акт використовується в ширшому сенсі — на означення всіх документів узагалі на відміну від описових (нарративних) джерел, а особливо на означення законодавчих документів — законів, едиктів, указів тощо.    

## Класифікація
Класифікація актів:
- за ознакою походження чи авторством історичні акти бувають публічні, приватні, приватно-публічні, публічно-приватні;
- за ознакою місця дії — державні, церковні, світські;
- за співвідношенням змісту тексту і предметної ситуації — договірні (міжнародні світські договори, конкордати, приватні угоди — відкупу, підряду, купівлі, дарування, обміну та інші), договірно-законодавчі (давньоримські та середньовічні дипломи, жалувальні, уставні грамоти та інші), договірно-засвідчувальні (дипломи на титули, чини, звання, мандати, ранги, метрики тощо), договірно-законодавчо-розпорядчі (заповіти монархів), договірно-розпорядчі (духовні грамоти приватних осіб, векселі, указні грамоти, певна частина указів, розпоряджень, постанов), договірно-протокольно-резолютивні (судові грамоти, витяги з протоколів доповідних судних списків, правних грамот тощо), договірно-реєстраційно-облікові (сотниці, витяги із писцових книг тощо), клопотальні (характеристики, рекомендаційні листи, поруки та інші), договірно-облікові (посольські, родовідні, приходсько-витратні, домові, оброчні книги та інші), договірно-доповідні (відозви-угоди), договірно-епістолярні (відкриті листи, послання церковних ієрархів, у тому числі енцикліки тощо).

## Історичні акти в Україні
Термін «акт» (лат. actus, від ago — приводжу в рух; actum — документ) для означення юридичних документів на території України набув широкого розповсюдження в XVI столітті. До цього різні за змістом і правовим значенням законодавчі документи (понад 150 різновидів), що були чинними в українських землях, іменувалися привілеями, грамотами, універсалами.
У ході історичного розвитку спостерігається певна еволюція актових документів, спричинена, зокрема, ієрархізацією структури суспільства, унормуванням звичаєвого права, систематизацією правових норм.
Актові документи за різні історичні періоди збереглися досить нерівномірно. Загалом історичних актів дійшло до наших днів обмаль. 
Історичні акти представлені: 
- договорами Київської Русі з Візантією, Галицько-Волинського князівства з Польщею, Литвою, Угорщиною, Тевтонським орденом, Золотою Ордою;
- церковними уставами Володимира Святославича, Ярослава Мудрого, «Руською правдою»;
- вкладними, купчими, вірчими, уставними, жалуваними грамотами та іншими.

Значно більше збереглося історичних актів, датованих XIV століттям і пізнішим часом. Систематичне вивчення й видання історичних актів почалося з Західної Європи в XVII столітті (наприклад, Акти земські та ґродські), у Російській імперії, до якої тоді входила більша частина території України, із кінця XVIII століття.